# Rodolfo Psaro
Rodolfo Psaro (La Spezia, 7 novembre 1892 – Ciafa Gallina, 8 dicembre 1940) è stato un militare italiano, comandante del 7º Reggimento Alpini, insignito della Medaglia d'oro al valor militare alla memoria nel corso della seconda guerra mondiale.

## Biografia
Nacque a La Spezia il 7 novembre 1892, e frequentò il liceo a Brescia. Nel dicembre 1912 si arruolò nel Regio Esercito in qualità di Allievo ufficiale, venendo assegnato al 92º Reggimento fanteria, venendo promosso sottotenente di complemento nel luglio 1914, assegnato in forza al 77º Reggimento fanteria.
Partecipò alla prima guerra mondiale nella 7ª Compagnia del 77º Reggimento, venendo decorato con la Croce di guerra al valor militare sul campo il 12 ottobre 1916, per essere rimasto ferito durante un combattimento sul Veliki Kribak. Promosso capitano nel corso del 1916, dopo la fine del conflitto fu mandato in Albania in forza ad un reparto d’assalto, e lì venne insignito di una seconda Croce di guerra al valor militare il 19 giugno 1920. Ritornato in Patria fu trasferito al corpo degli alpini, prestando servizio per i successivi sei anni presso il 6º Reggimento alpini.
Tra il 1927 e il 1930 frequentò in corsi della Scuola di guerra dell'esercito, venendo poi nominato Capo di stato maggiore presso il comando della divisione alpina Tridentina fino alla nomina a tenente colonnello.
Trasferito al 2º Reggimento alpini fu promosso colonnello nel gennaio 1940, prestando poi servizio presso il Corpo d’armata alpino in qualità di Capo di stato maggiore. Dopo l'entrata in guerra dell’Italia, avvenuta il 10 giugno 1940, prese parte alle operazioni sul fronte occidentale. Il 21 settembre dello stesso anno fu nominato comandante del 7º Reggimento alpini e nel novembre successivo fu inviato sul fronte greco-albanese. Alla testa dei battaglioni "Feltre" e "Cadore" e "Belluno"  cadde in combattimento in località Ciafa Gallina nel pomeriggio dell'8 dicembre 1940, mentre coordinava di persona l'azione dei reparti ai suoi ordini. Per onorarne la memoria venne decretata la concessione della Medaglia d'oro al valor militare. Gli sono state intitolate vie a Belluno. Feltre e Brescia.

### Annotazioni
1. ↑  Il primo reparto a sbarcare a Valona fu il battaglione "Feltre", arrivato il 24 ottobre, mentre i battaglione "Cadore" e "Belluno" arrivarono alla fine del mese di novembre.

### Fonti
1. 1 2 3 4 5  Bianchi, Cattaneo 2011, p. 232.
2. 1 2 3 4 5 6 7  Bianchi, Cattaneo 2011, p. 233.
3. ↑  Dettaglio sul sito Quirinale.it
4. ↑  Gazzetta Ufficiale del Regno d’Italia n.284 del 5 dicembre 1940, pag.4.